# Jeanne Tripplehorn
Jeanne Tripplehorn (* 10. června 1963, Tulsa, Oklahoma, USA) je americká herečka.
Její otec byl kytarista Tom Tripplehorn, který hrál ve skupině Gary Lewis & Playboye. Herectví vystudovala v New Yorku na Juilliard School of Drama. Po studiích začínala v televizi a vystupovala také v divadle. Jejím filmovým debutem byla v roce 1992 role policejní psycholožky v  erotickém thrilleru Základní instinkt. O rok později, v roce 1993, si zahrála v Pollackově snímku Firma a v roce 1995 v katastrofickém snímku Vodní svět. V roce 1998 si zahrála v romantickém filmu Srdcová sedma a akčním filmu Šest pohřbů a jedna svatba.

## Osobní život
Její vztah s komikem Benem Stillerem (zasnoubení) se po pěti letech známosti rozpadl. Od října 2000 je provdána za herce Lelanda Orsena, se kterým má syna Augusta Tripplehorna Orsena.